# Chen Yueling
Chen Yueling (Liaoning, 24 de dezembro de 1969 ou 1 de abril de 1968) é uma atleta norte-americana nascida na China. Competindo por seu país natal, foi a primeira campeã olímpica da marcha atlética feminina, que estreou como prova oficial nos Jogos Olímpicos de Barcelona, em 1992.
Antes de começar a praticar a marcha atlética na escola de esportes de Tieling em 1985, ela praticava alpinismo e disputava corridas de longa distância. Descoberta pelo técnico Wang Kui, juntou-se à equipe de marchadores da província de Liaoning, participando pela primeira vez de uma competição nacional em 1986. Em 1989, venceu o Campeonato Asiático em Nova Delhi, vitória que repetiu no ano seguinte nos Jogos Asiáticos. Em 1991, foi medalha de prata na Universíade.
Depois de conquistar o ouro em Barcelona, Chen deixou a China e mudou-se para os Estados Unidos, onde a princípio deixou o atletismo e matriculou-se na Universidade Brigham Young, residindo em San Diego. Voltou às competições no fim da década e competiu por seu novo país nos Jogos Olímpicos de Sydney, em 2000, chegando na 38ª colocação.
Nos anos seguintes, ela dedicou-se a trabalhos de caridade nos EUA, foi modelo profissional e diretora de marketing para a Ásia de uma empresa ligada à saúde e nutrição. Em 2007, exercia as atividades de diretora da US Walking Union e relações públicas da US Kidney Foundation and Pan-Asian Overseas Chinese Union.